# 李炳焕
李炳焕（1900年—1975年），福建福州人。中國經濟學學者。
李炳焕1922年毕业于复旦大学文科。1927年获美国伊利诺伊州立大学经济学硕士学位。曾任暨南大学、国立中央大学、上海商学院、光华大学、上海法学院教授、复旦大学经济系主任、商科研究所主任、商学院院长、教务长。1951年加入中国民主同盟，後历任上海财经学院教授兼副院长、上海业余政治大学副校长、复旦大学经济学教授。